# Székely Oklevéltár
Székely Oklevéltár – A székelység és a Székelyföld középkori és kora újkori múltjára vonatkozó dokumentumok gyűjteménye.

## Története
Kezdeményezője és első három kötetének (I. kötet. 1211–1519. Bp. 1872; II. kötet. 1520–1571. Uo. 1876; III. kötet. 1270–1571. Uo. 1890) szerkesztője Szabó Károly, aki az első kötetek megjelenése idején az EME könyvtárosa, majd a kolozsvári Egyetemi Könyvtár főigazgatója és az egyetem tanára volt. Hozzá csatlakozott a IV. kötettől (1264–1707. Budapest, 1895) Szádeczky-Kardoss Lajos (abban az időben a kolozsvári egyetem professzora), akinek a millennium éveiben három újabb kötetet sikerült sajtó alá rendeznie és kiadnia (V. kötet. 1296–1603. Budapest, 1896; VI. kötet. 1603–1698. Budapest, 1897; VII. kötet. 1696–1750. Budapest, 1898). Ezután a háború, majd annak a történelmi Magyarországra nézve tragikus kimenetele akadályozta a folytatást, míg végül, negyedszázadnyi megszakítással sor kerülhetett a VIII. kötetre (1219–1776. Budapest, 1934), amelyet Barabás Samu, a Magyar Országos Levéltár erdélyi részlegének vezetője rendezett sajtó alá. A tekintélyes sorozat összességében a székely múlt hatalmas forrásanyagát, 1859 kútfőt (oklevelek, elbeszélő források) tett hozzáférhetővé. A feltárás és válogatás ötletszerűsége, lényeges lappangó források kimaradása, a közlés rendszertelensége sajnos csökkentette értékét, megnehezítette felhasználását. Egységes szempontok szerinti folytatása elodázhatatlan volt.
A Székely Oklevéltár kiadásának folytatására, pontosabban egy új sorozat elindítására a Kriterion Könyvkiadó kiadáspolitikai koncepciója keretében az 1970-es évek végén került sor, Demény Lajosnak, a bukaresti N. Iorga Történettudományi Intézet kutatójának és Pataki József kolozsvári egyetemi professzornak a munkája nyomán. Az első két kötet (az 1569–1591-es, ill. az 1591–1597-es évek udvarhelyszéki törvénykezési jegyzőkönyveivel) 1983-ban, ill. 1985-ben meg is jelent, annak idején csillagászatinak számító 27 000-es, ill. 14 000-es példányszámmal. A harmadik kötet nyomdába adását azonban a kiadói főigazgatóság már nem engedélyezte, s az 1989-es rendszerváltás után is évekbe telt, amíg 1994-ben, a Kriterion és az Európa Könyvkiadó közös kiadásában (az 1598–1600-as évek udvarhelyszéki törvénykezési jegyzőkönyveivel, a három kötet iratainak regesztáival és a Székely jog és az udvarhelyszéki bíráskodás a 16. század második felében c. magvas jogtörténeti bevezetővel) megjelenhetett. Ennek a kötetnek a sajtó alá rendezésében már a bukaresti Történettudományi Intézet fiatal kutatója, S. Tüdős Kinga is részt vett.
Ekkor a sorozat kiadásának gondját az Erdélyi Múzeum-Egyesület vette át, s azóta újabb öt kötet került a kor székelység-történetével foglalkozó kutatók kezébe: a IV. kötet (az 1575–1627 közötti székely népesség-összeírásokkal és e kötetekhez írt, A fejedelmi székely politika és a székelyföldi népesség-összeírások 1575–1627 c. bevezetővel) 1998-ban, az V. kötet (az 1635. évből való székely népesség-összeírásokkal) 1999-ben, a VI. kötet (1635–1653 közötti székely népesség-összeírásokkal) 2000-ben, a VII. kötet (1654–1680 közötti székely népesség-összeírásokkal és a II., IV–VI. kötetekhez kapcsolódó pótlásokkal) 2004-ben. A VIII. kötetet (1680–1692 közötti székely népesség-összeírásokkal) 2006-ban a Mentor Kiadó jelentette meg Erdély emlékezete sorozatában. Ezeket a köteteket bevezetővel és jegyzetekkel ellátva Demény Lajos rendezte sajtó alá.
Az új sorozat a „székelységre vonatkozó legkorábbi összefüggő forrásanyag”-ot tette, témakörök szerint csoportosítva, a kutatók asztalára (Imreh István). Az első három kötet anyaga „a törvénykezés és bíráskodás fejlődésén túl elénk tárja a 16. század végi székely falu mindennapi életét a maga rendtartásával és feszültségeivel. Színesebbé, árnyaltabbá teszi a gazdasági és társadalmi életről alkotott képet.” A népesség-összeírások elrendelése a központi hatalomnak arról a szándékáról tanúskodik, „hogy a katonáskodó székely elemet védje az eljobbágyosodástól, hogy a jobbágysorba jutottakat visszaállítsa a hadi kötelezettséget teljesítő szabad székelyek soraiba”. Ezért az eljobbágyosodás veszélyével szembekerülő székelység számára az összeírások „a közösségi kiváltságlevelek, pontosabban szabadságlevelek szerepét töltötték be” (Demény L.). „A Székely Oklevéltár fontos hozzájárulás Erdély története kutatásához” (M. Philippi).